# Нандор Хидегкути (стадион)
„Нандор Хидегкути“ е многофункционален стадион в Будапеща, Унгария.
Наименуван е на Нандор Хидегкути (1922-2002), който е сред най-успешните унгарски футболисти. Побира 12 700 зрители. Построен е през 1912 г. Домакинските си мачове на този стадион играе футболният отбор МТК, Будапеща.